# Cardhu
Cardhu distillery er et Speyside destilleri nær Archiestown i Moray, Skotland, der blevr grundlagt i 1824 af whisky-smugleren John Cumming og hans kone Helen.
Destilleriet drives i dag af Diageo og selskabets skotske whisky udgør en vigtig del af Johnnie Walker blendede whiskyer. Orde "Cardhu" er afledt af det gæliske Carn Dubh, der betyder "sort klippe".
Destilleriet er en del af Scotland's Malt Whisky Trail.